# Ameerega bilinguis
Ameerega bilinguis är en groddjursart som först beskrevs av Karl-Heinz Jungfer 1989.  Ameerega bilinguis ingår i släktet Ameerega och familjen pilgiftsgrodor. IUCN kategoriserar arten globalt som livskraftig. Inga underarter finns listade i Catalogue of Life.

## Bildgalleri

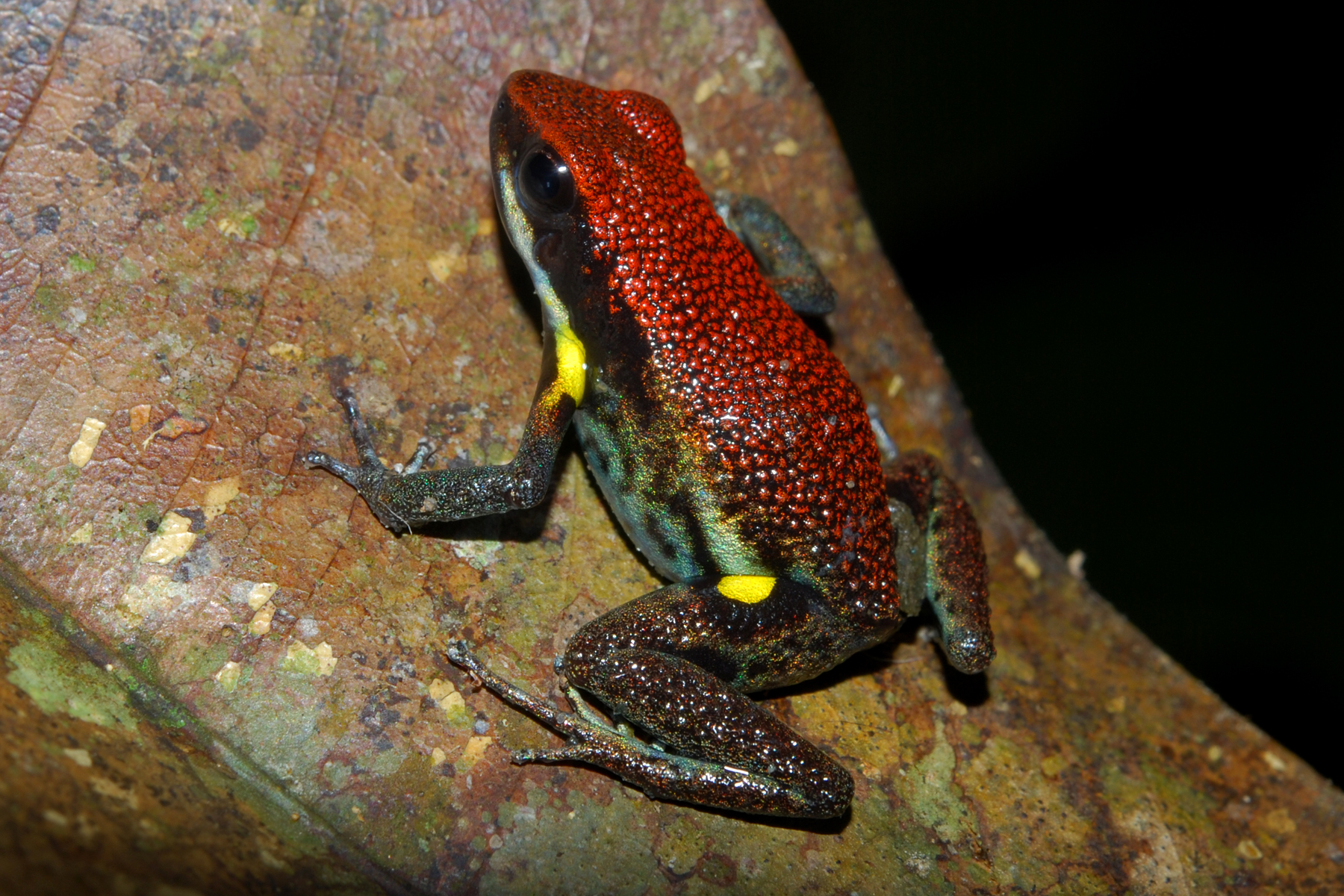